# أغراض التسعير

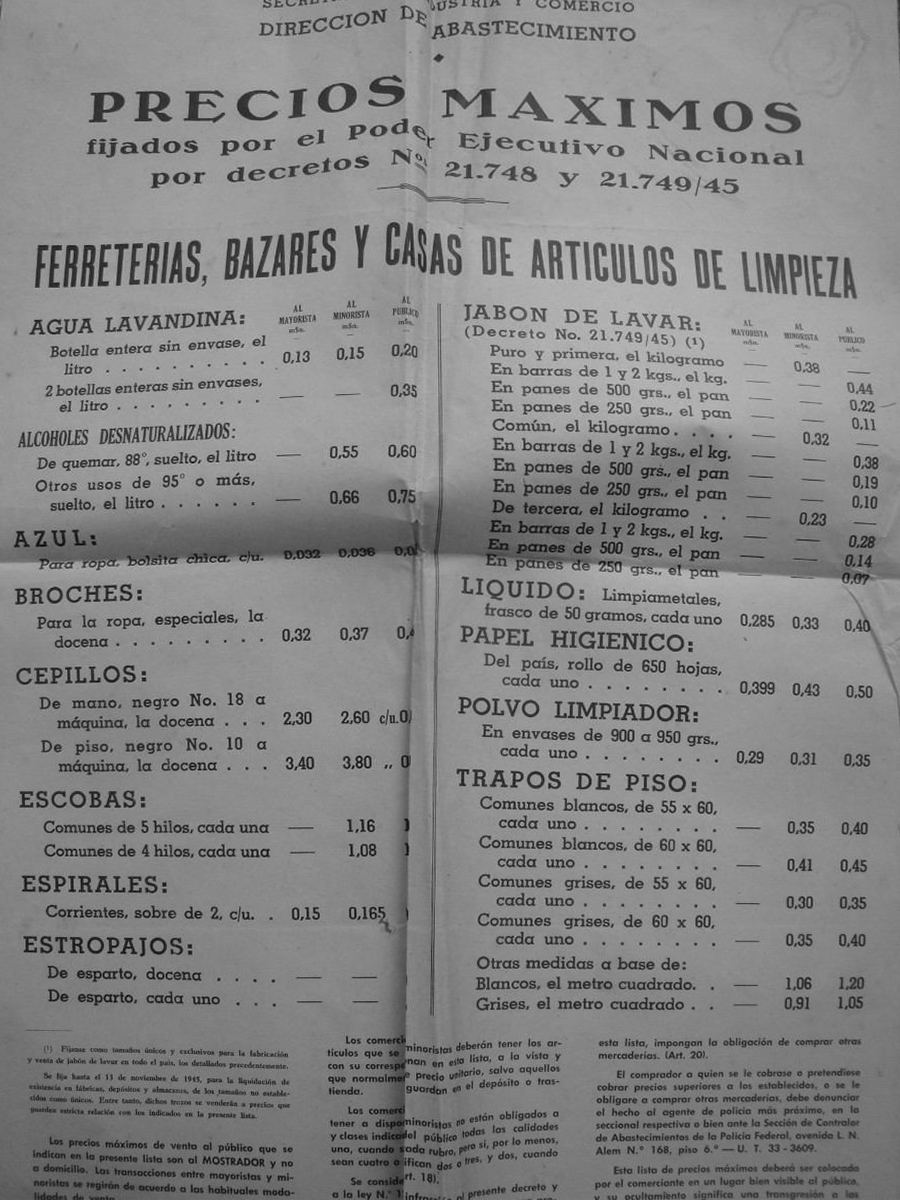

أغراض التسعير أو أهدافه هي التي تمهد الطريق مباشرة إلى عملية التسعير بأكملها. فتحديد الأهداف هو الخطوة الأولى في التسعير. وعند تحديد أهداف التسعير، يجب عليك دراسة: 1) الأهداف المالية والتسويقية والإستراتيجية العامة للشركة؛ 2) أهداف المنتج أو العلامة التجارية؛ 3) مرونة أسعار المستهلك ونقاط السعر؛ 4) الموارد المتاحة.
فيما يلي بعض أهداف التسعير الأكثر شيوعًا:
- تعظيم الأرباح على المدى الطويل
- تعظيم الأرباح على المدى القصير
- زيادة حجم المبيعات (الكمية)
- زيادة المبيعات النقدية
- زيادة الحصة السوقية
- الحصول على معدل مستهدف لعائد الاستثمار (ROI)
- الحصول على معدل مستهدف لعائد المبيعات
- استقرار السوق أو استقرار أسعار السوق: يعني أحد أهداف تحقيق استقرار في الأسعار أن مدير التسويق يحاول أن يُبقي على الأسعار ثابتة في السوق وأن ينافس على العوامل التي لا ترتبط بالسعر. ويعد استقرار الهامش أحد مناهج المرابحة، والذي يحاول خلاله المدير أن يحافظ على نفس الهامش بصرف النظر عن التغيرات في التكلفة.
- نمو الشركة
- الحفاظ على ريادة السعر
- إزالة حساسية العملاء للسعر
- ثني الوافدين الجدد عن الدخول في الصناعة
- مطابقة أسعار المنافسين
- تشجيع خروج الشركات الهامشية من الصناعة
- الصمود
- تجنب التحقيق أو التدخل الحكومي
- الحصول أو الحفاظ على ولاء وحماسة الموزعين وغيرهم من موظفي المبيعات
- تعزيز صورة الشركة أو الماركة أو المنتج
- وصف العملاء والعملاء المحتملين للأسعار بأنها «عادلة»
- خلق الاهتمام والإثارة حول المنتج
- ثني المنافسين عن خفض الأسعار
- استخدام السعر للمساعدة في «بروز» المنتج
- المساعدة في الإعداد للمبيعات (الحصاد)
- أهداف اجتماعية أو أخلاقية أو فكرية